# 합천 해인사 원당암 고승 진영
합천 해인사 원당암 고승 진영(陜川 海印寺 願堂庵 高僧 眞影)은 경상남도 합천군, 해인사에 있는 고승 진영이다. 2014년 3월 20일 경상남도 유형문화재 제552호로 지정되었다.
합천 해인사 원당암 소장 고승진영은 해인사에 주석했던 선사 11분을 영정으로 조성하여 주법당인 보광전에 봉안한 작품들이다. 진영들은 18~19세기 사이에 제작된 작품으로 파악되며, 그중 취운당진영의 경우 1853년이라는 기년명과 함께 우희라는 화승의 화풍을 살펴볼 수 있는 귀중한 작품이기도 하다. 따라서 조선후기 및 해인사에서 제작된 경상도 고승진영의 양식적 특징을 파악할 수 있는 귀중한 자료이다.

## 세부 목록
- 제 552-1호 : 영허당 진영(永虛堂 眞影), 1폭
- 제 552-2호 : 화월당 진영(和月堂 眞影), 1폭
- 제 552-3호 : 취운당 진영(就雲堂 眞影), 1폭
- 제 552-4호 :  용봉당 진영(龍峯堂 眞影), 1폭
- 제 552-5호 : 침월당 진영(枕月堂 眞影), 1폭
- 제 552-6호 : 능운당 진영(凌雲堂 眞影), 1폭
- 제 552-7호 : 성파당 진영(星坡堂 眞影), 1폭
- 제 552-8호 : 서파당 진영(西坡堂 眞影), 1폭
- 제 552-9호 : 예봉당 진영(禮峯堂 眞影), 1폭
- 제 552-10호 : 연월당 위패형 진영(淵月堂 位牌形 眞影), 1폭
- 제 552-11호 : 연곡당 위패형 진영(蓮谷堂 位牌形 眞影), 1폭

## 참고 자료
- 합천 해인사 원당암 고승 진영 - 국가유산청 국가유산포털